# Třebnice (Sedlčany)
Třebnice jsou vesnice, část města Sedlčany v okrese Příbram ve  Středočeském kraji. Nachází se asi 4,5 kilometru západně od Sedlčan. Třebnice jsou také název katastrálního území o rozloze 4,96 km².

## Historie
První písemná zmínka o vesnici pochází z roku 1379.

## Obyvatelstvo
| Rok            | 1869 | 1880 | 1890 | 1900 | 1910 | 1921 | 1930 | 1950 | 1961 | 1970 | 1980 | 1991 | 2001 | 2011 | 2021 |
| -------------- | ---- | ---- | ---- | ---- | ---- | ---- | ---- | ---- | ---- | ---- | ---- | ---- | ---- | ---- | ---- |
| Počet obyvatel | 421  | 401  | 392  | 414  | 315  | 378  | 315  | 229  | 215  | 219  | 196  | 165  | 148  | 137  | 120  |
| Počet domů     | 52   | 56   | 58   | 59   | 60   | 59   | 59   | 60   | 105  | 55   | 49   | 60   | 67   | 69   | 71   |

## Obecní správa
Při sčítání lidu v letech 1850–1918 Třebnice byly osadou obce Dublovice v okrese Sedlčany. V letech 1918–1985 byly samostatnou obcí, se kterým patřily nejprve do okresu Sedlčany, ale od roku 1960 v okrese Příbram. Od 1. ledna 1986 jsou částí města Sedlčany v okrese Příbram. Od 1. července 1960 do 31. prosince 1985 k obci patřily Solopysky.

## Pamětihodnosti
Třebnický zámek byl založen na místě starší tvrze Petrem Eusebiem Radeckým z Radče, kterému se na něm v roce 1766 narodil syn, pozdější vojevůdce Josef Václav Radecký z Radče.

## Galerie

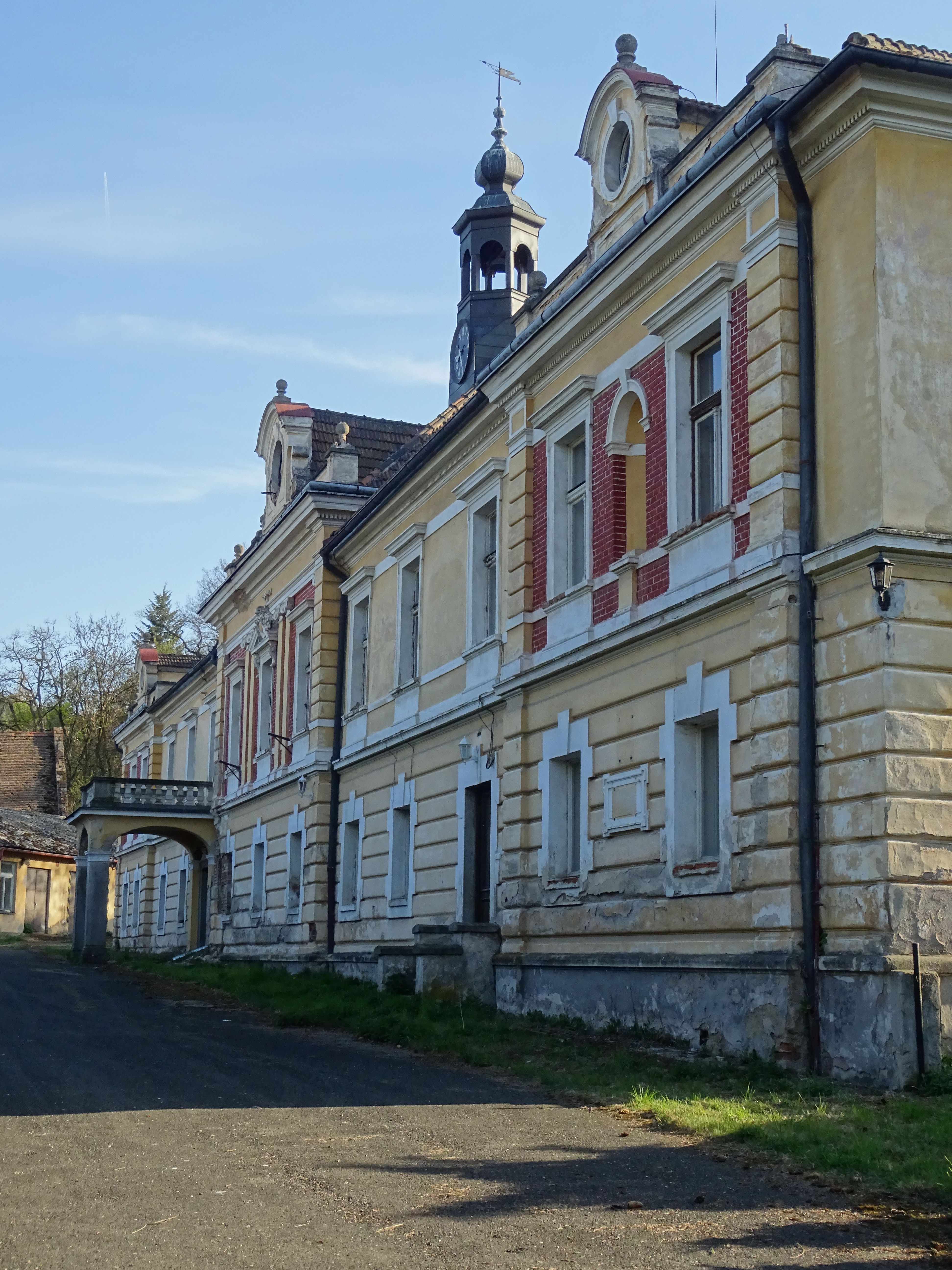
Zámek
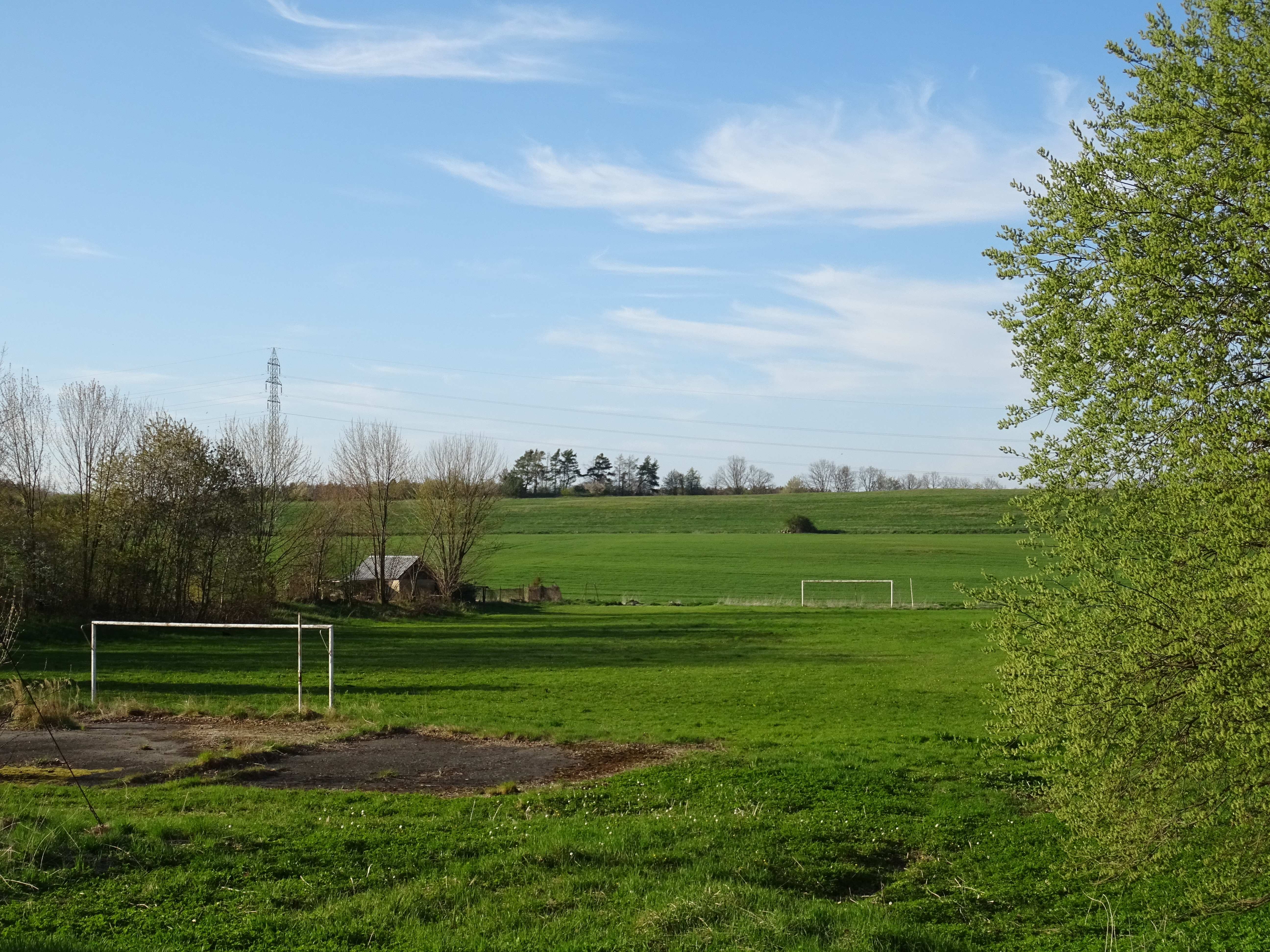
Fotbalové hřiště
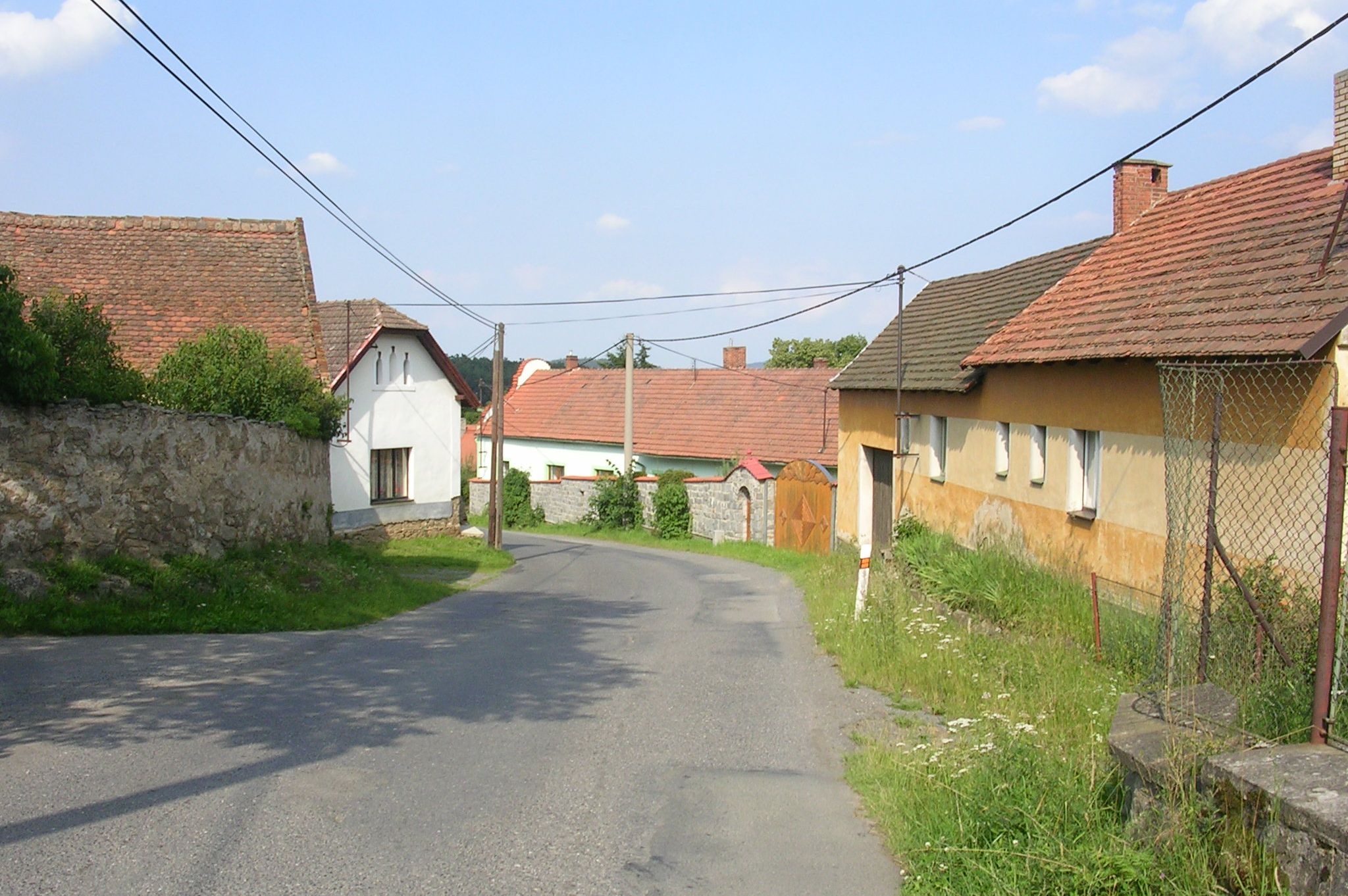
Ulice mezi domy